# Marjan Teržan
Marjan Teržan, slovenski restavrator, kipar, grafik, slikar, * 5. maj 1938, Ruše 
Poklicno pot je sklenil na mariborskem Zavodu za spomeniško varstvo. Trenutno živi v Mariboru in še vedno ustvarja.

## Biografija

### Otroštvo med 2. svetovno vojno
Leta 1941, ko je bil star 3, je nemški okupator družino Teržan izgnal iz Štajerske in jih z železniškim transportom odpeljal v Srbijo. Oče Josip Teržan, inženir agronomije, je bil zaveden Slovenec zaradi tega je bil na okupatorjevem seznamu; takoj po okupaciji Štajerske so ga Nemci zaprli. Vendar mu je uspelo, da se je tik pred odhodom vlaka lahko vkrcal in pridružil ženi Ivi in sinovom (Niko, Andrej in Marjan). Drugo svetovno vojno je kot deček preživel v Srbiji (Vrnjačka Banja, Beograd).

### Šolanje
Konec druge svetovne vojne so Teržanovi dočakali v Beogradu, v Ruše so se vrnili po osvoboditvi leta 1945, kjer je Marjan obiskoval Osnovno šolo v Rušah (1946-54). S šolanjem je nadaljeval na mariborski I. gimnaziji (1954), kjer je kipar Gabrijel Kolbič (1913-1995) vodil likovni tečaje vse do 1957. V tem obdobju je Kolbičeve tečaje obiskoval tudi Marjan, njegovi sošolki sta bili tudi znani slovenski kiparki Dragica Čadež in Vlasta Zorko. Znanje, ki ga je pridobil pri Kolbiču, mu je omogočilo, da se je leta 1956 vpisal na Šolo za umetno obrt v ljubljanskih Križankah (danes Srednji šoli za oblikovanje in fotografijo). 
Po končani srednji šoli je delal sprejemni izpit na ALU v Ljubljani, a ni bil sprejet. Tako se je za eno leto odpravil na Dunaj na Likovno akademijo - Akademie der bildenden Künste Wien. Ob vrnitvi domov je dosegel, da so mu starši omogočili študij kiparstva v Firencah na Accademia di belle arti di Firenze (od 1962 do 1965), kjer so študirali študentje iz vsega sveta. V Firencah se je spoprijateljil s švicarskim slikarjem in grafikom Rudijem Büchijem, ki ga je povabil v svoj atelje v Rapperswilu pri Zürichu, kjer je bil njegov asistent in je v šestih mesecih zaslužil dovolj denarja, da se je odpravil še na 6 mesečno študijsko izpopolnjevanje v Pariz. Izkušnje dveh likovnih akademij, delo v Švici in pariško študijsko bivanje mu je dalo dobro podlago za njegovo nadaljnjo ustvarjalno pot. Predvsem po povratku iz Pariza se je začel bolj posvečati slikarstvu.

### Delo restavratorja
Dobil je mesto asistenta pri kiparju Antonu Blatniku (1911-1998) in ob njegovi upokojitvi prevzel njegovo delovno mesto restavratorja in konservatorja (leta 1972) na mariborskem Zavodu za spomeniško varstvo, kjer je ostal do upokojitve leta 2000.
V določenem obdobju je pri Marjanu slikarstvo prevladalo nad kiparstvom. Kasneje se je intenzivno posvečal svojemu delu – restavriranju in konzerviranju slovenske kulturne dediščine - javnih spomenikov (med njimi je tudi mariborsko Kužno znamenje na Glavnem trgu), obnovil je vrsto cerkva in oltarjev, gradov, fasad mariborskih historičnih stavb..., njegov delokrog je bil vse od Koroške (kostnica na Muti in cerkvici v Lešah na Pohorju) in Štajerske s fokusom na Mariboru in njegovi okolici (Slovenska Bistrica), preko Slovenskih goric do Prekmurja (rotunda Selo). 
Bil je član strokovne skupine, ki je pripravila program obnove mariborske sinagoge.

### Razstave
Teržan je bil član DLUM, mariborskega društva likovnih umetnikov v sedemdesetih letih, prav tako je v tem obdobju soustanovil Ruški likovni salon, skupaj z ravnateljem ruške osnovne šole Mirkom Vovškom in očetom Josipom Teržanom. Prirejali so likovne in kiparske razstave in kolonije (Ruška Forma viva). V svojem aktivnem obdobju se je udeležil marsikatere likovne kolonije in Forme vive, ki so jih takrat organizirale kulturne ustanove v Jugoslaviji. V sedemdesetih je sam začel z gradnjo 12 metrske jadrnice tako imenovane škune, ki mu je vzela veliko ustvarjalnega zagona in časa. 
Razstavljal je v Mariboru, v Rušah, Rogaški Slatini, v Zagrebu, Poreču... 

## Restavratorski projekti
- Stavba Gosposka 29, Maribor - štukature (vodja restavratorskih del)[4]
- Rekonstrukcija baročnega kužnega znamenja Jožefa Strauba na Glavnem trgu v Mariboru - (vodja demodelacije in kopiranja kamnoseških delov)[4]
- Ulična fasada jezuitskega kompleksa Johannesa Fuchsa (danes Pokrajinski arhiv, Alojzijeva cerkev in Škofijski arhiv), Glavni trg 7 in 8, Maribor (vodja restavratorskih del)[5]